# Silent Circle (Software)
Silent Circle ist ein Unternehmen für verschlüsselte Kommunikation mit Sitz in Columbia im US-Bundesstaat Maryland. Die Produktpalette umfasst Lösungen für sichere Unterhaltungen auf mobilen und stationären Geräten unterschiedlicher Plattformen. Dabei basiert das Geschäftsmodell auf einem Abonnement-basierten Dienst den das Unternehmen am 16. Oktober 2012 startete. Die eingesetzten Verschlüsselungstechnologien sind allesamt freie Software/Open Source und auditiert. Die restlichen Teile der Softwareprodukte Silent Phone und Silent Text sind quelloffen auf GitHub, allerdings unter einer proprietären Software-Lizenz.

## Geschichte
Im November 2011 wandte sich Mike Janke an Phil Zimmermann mit der Idee für eine neue Art privater, sicherer Version von Skype. Zimmermann war von dem Projekt angetan und kontaktierte seinerseits Jon Callas, den Mitgründer von PGP Corp. sowie Vincent Moscaritolo. Janke wiederum brachte den Sicherheitsexperten Vic Hyder, um das Gründungsteam zu komplettieren. Die Firma wurde in Nevis gegründet, verlegte aber den Firmensitz im Jahr 2014 nach Le Grand-Saconnex in der Nähe von Genf in der Schweiz, da dies ein Land mit „stärkeren Datenschutzgesetzen im Sinne der Daten der Kunden“ sei.
Zum 9. August kündigte Silent Circle auf ihrer Website an, den E-Mail Dienst Silent Mail einzustellen, da „es die Spatzen von den Dächern pfeifen“ („see the writing on the wall“), dass E-Mail nicht ausreichend sicher betrieben werden kann. Die drohende Gefahr staatlicher Zwangsmaßnahmen und der Präzedenzfall des Abschaltens von Lavabit machten dies offensichtlich.
Im Januar 2015 wurde eine schwerwiegende Sicherheitslücke in Silent Text öffentlich, die es einem Angreifer erlaubte, aus der Ferne Kontrolle über ein Blackphone zu übernehmen. Dafür musste der Angreifer lediglich die Silent Circle ID oder die Telefonnummer kennen. Blackphone und Silent Circle haben die Sicherheitslücke kurz nach der Veröffentlichung der Lücke geschlossen.
Im März 2015 kam es zu einer Kontroverse, als der Sicherheits-Spezialist und Hacker Khalil Sehnaoui darauf aufmerksam machte, dass Silent Circle den warrant canary von ihrer Website entfernt hatte.
Im Januar 2017 wurde Gregg Smith zum Geschäftsführer ernannt, zusammen mit der Neuausrichtung auf große Geschäftskunden und Regierungsbehörden. Gleichzeitig wurde Tony Cole, Vizepräsident und weltweiter Behörden-CTO von FireEye, in den Aufsichtsrat berufen. Smith verlegte den Firmensitz kurz nach seinem Antritt von der Schweiz wieder zurück in die USA.

## Resonanz
Im November 2014 erhielten Silent Phone und Silent Text die jeweils höchsten Bewertungen im Ranking für sichere Kommunikation der Electronic Frontier Foundation, zusammen mit „ChatSecure + Orbot“, Cryptocat, TextSecure, und „Signal / RedPhone“. Die Bewertungen waren unter anderem für die Verschlüsselung der Kommunikation auf dem Transportweg, die Tatsache, dass die Anbieter keinen Zugriff auf die Schlüssel hatten (Ende-zu-Ende Verschlüsselung), für Mechanismen die Identität des Kommunikationspartners zu überprüfen, für die Geheimhaltung älterer Nachrichten selbst wenn eine aktuelle Nachricht geknackt wird (forward secrecy), die Auditierbarkeit des Quelltextes (open source), für die vollständige Dokumentation des Sicherheitskonzepts und für unabhängige Überprüfung der Sicherheit.

## Produkte
Die Produktpalette fokussiert sich auf sichere Kommunikation von Mobilgeräten, insbesondere verschlüsselte Telefonie, Kurznachrichten und Videokommunikation.

### Aktuell
Im Mai 2018 werden vermarktet:
- Silent Phone: Verschlüsselte Sprachtelefonie, Videotelefonie und Kurznachrichten auf Mobilgeräten. Aktuell verfügbar für iOS, Android, und das von der Firma hergestellte Silent OS auf dem Blackphone. Silent Phone arbeitet über WLAN, EDGE, 3G oder 4G weltweit.
- GoSilent: Eine persönliche Firewall mit eingebautem VPN und Cloud Überwachung. Das Produkt geht hervor aus der Übernahme des Start-Ups Kesala[16]

### Eingestellt
Die folgenden Produkte sind eingestellt und werden nicht mehr vertrieben und/oder unterstützt:
- Blackphone und Blackphone2: Ein Smartphone für sichere Kommunikation das Silent Circle entworfen hat, und das gebaut und verkauft wird von SGP Technologies, einem Joint Venture von Silent Circle und Geeksphone.
- Silent Text: Eingestellt zum 28. September 2015.[17]
Ein Programm und Dienst für verschlüsselte Textnachrichten und sicheren Dateitransfer mit der Möglichkeit, Nachrichten nach Zustellung permanent zu löschen („burn notice“). Die Funktionalitäten wurden nach Silent Phone übernommen.
- Silent Mail: Eingestellt zum 9. August 2013.
Ein verschlüsselter, privater E-Mail Dienst mit eigenem Transportnetz, kompatibel mit der meisten E-Mail Anwendersoftware.

## Geschäftsmodell
Das Unternehmen ist privat finanziert und betreibt einen Abo-Dienst.